# ثورفالد أ. سولبرغ
ثورفالد أ. سولبرغ (بالإنجليزية: Thorvald A. Solberg)‏ هو ضابط أمريكي، ولد في 17 فبراير 1894 في ميسون في الولايات المتحدة، وتوفي في 16 مايو 1964 في فيلادلفيا في الولايات المتحدة.